# Poul Reumert
Poul Reumert, född den 26 mars 1883 i Köpenhamn i Danmark, död där den 19 april 1968, var en dansk skådespelare. Han var son till Elith Reumert och Athalia Flammé.

## Biografi
Reumert blev 1901 filosofie kandidat, var 1902–1908 skådespelare vid Folketeatret och 1908–1911 vid Det ny Teater, varvid han utförde än operettroller, än halvt komiska roller, och var sedan anställd vid Det Kongelige Teater, där han med framgång hade både komiska uppgifter, exempelvis en holbergsk Henrik, och allvarliga roller som Peer Gynt. Reumert var 1919–1922 engagerad vid Dagmar-theatret, men återgick 1922 till Det Kongelige Teater, till vars främsta krafter han räknades, särskilt i fråga om samtida roller. År 1923 uppträdde han på Od on i Paris som fransk skådespelare och vann stor seger. Efter honom är det danska teaterpriset Årets Reumert uppkallat.
Han gifte sig 1932 med skådespelaren Anna Borg (1903–1963). Poul Reumert tilldelades medaljen Litteris et Artibus 1964.

## Filmografi i urval
- 1910 – Afgrunden
- 1922 – Häxan
- 1942 – Urspårad (Afsporet)
- 1942 – General von Döbeln
- 1944 – Åtta ackord
- 1945 – Fallet Birte
- 1962 – Fåfängans marknad
- 1963 – Innanför murarna

## Teater

### Roller
| År   | Roll                                         | Produktion                   | Regi          | Teater                              |
| ---- | -------------------------------------------- | ---------------------------- | ------------- | ----------------------------------- |
| 1926 | Fadern Pastor Immanuel Kamp Henry E Pedersen | Föräldrar Otto Benzon        | Olof Molander | Dramaten                            |
| 1926 | Rolf Swedenhielm senior                      | Swedenhielms Hjalmar Bergman | Gustaf Linden | Dramaten                            |
| 1931 | Argan                                        | Den inbillade sjuke Molière  | Olof Molander | Dramaten                            |
| 1953 |                                              | En idealist Kaj Munk         |               | Helsingborgs stadsteater (Gästspel) |

## Utmärkelser
- Dannebrogsmännens hederstecken,  1926[3]
- Ingenio et arti,  1933[3]
- Kommendör av första graden av Dannebrogorden,  1958[3]
- Kaj Munk-priset,  1962[4]
- Förtjänstmedaljen i guld,  1967[3]

[Redigera Wikidata]